# Devilish Games
Devilish Games (oficialmente DevilishGames - Spherical Pixel S.L.) es un estudio dedicado a la creación de videojuegos. La compañía, con sede en Villena (Alicante), inició su andadura en el año 1998 desarrollando videojuegos amateur. En el año 2006 el estudio amateur se profesionalizó y se transformó en la empresa DevilishGames – Spherical Pixel S.L teniendo como únicos socios a Enrique David Calatayud y David Ferriz. La empresa desarrolla videojuegos multiplataforma por encargo para publicidad, advergaming, educación o stand y lo complementa con su línea de videojuegos independientes y con patrocinador.
DevilishGames ha desarrollado más de 150 videojuegos para clientes y patrocinadores como MTV Networks, Tuenti, Movistar, ColaCao, LFP, MiniClip, Famosa, Ford, Kymco Motors, Euroliga de Basket, Prosegur, S.C.P.F, Caja España, Dirección General de Salud Pública de Madrid, Minijuegos, ArmorGames, Candystand, Big Fish Games o GarageGames. Los videojuegos de DevilishGames han sido jugados por más de 100 millones de personas de todo el mundo. 
Durante su trayectoria, la empresa ha recibido los siguientes premios y galardones:
- Premio «Alce 2014» a la «mejor App para soportes móviles» por la campaña de advergaming «Mutant Busters».
- 2º Premio «GeoPalz iOS game development contest 2013» por «Chute Academy».
- Premio «Indie Developer Burger Awards 2012» por «Furfur and Nublo 2».
- Premio «Desarrollador_ES 2011» al «Mejor Juego Web del año» por «Furfur and Nublo».
- Premio «Desarrollador_ES 2010» de la Asociación de Desarrolladores de Ocio Interactivo Digital a la «Mejor Compañía Creadora».
- Premio «Tirant Avant 2010» al «Mejor videojuego producido en la Comunidad Valenciana» por «The Galactic Melody Catcher».
- Premio «Desarrollador_ES 2008» al «Mejor Juego Web del año» por «Magic Tiles Adventure».
- Premio «Desarrollador_ES 2006» a la Innovación por «Sonoro TV».
- Premio al «Mejor Diseño» ArtFutura/Sony PlayStation 2006 por el videojuego «Popochi».
- Premio al «Mejor Arte» ArtFutura/Sony PlayStation 2005 por el videojuego «Prieto: Escapando de la oscuridad».
- Premio al «Mejor Concepto» ArtFutura/Sony PlayStation 2004 por el videojuego «Sonoro TV».
- Premio especial del jurado ArtFutura/Sony PlayStation 2004 por el videojuego «Sonoro TV».
- Premio especial del jurado ArtFutura/Sony PlayStation 2003 por el videojuego «Nuts & Scrap».
- Premio especial del jurado ArtFutura/Sony PlayStation 2002 por el videojuego «Devil by Mistake».